# Miguel Ángel López (calciatore)
Miguel Ángel López Elhall (Ticino, 1º marzo 1942 – Barranquilla, 7 luglio 2025) è stato un calciatore e allenatore di calcio argentino, di ruolo difensore.

## Carriera
Di ruolo difensore, da giocatore vestì per anni la casacca dell'Estudiantes, per poi vincere un titolo argentino (1971), 4 Libertadores consecutive (1972-1975), 2 Interamericane (1972 e 1974) e l'Intercontinentale 1973 con la maglia dell'Independiente. Chiuse la carriera in Colombia, dove vinse un campionato nazionale con l'Atlético Nacional.
Da manager guidò, tra le altre squadre, anche Argentinos Juniors, Independiente, Boca Juniors e América. Si divise tra Colombia, Messico e Argentina, vincendo due titoli consecutivi in Messico con l'América, il campionato colombiano del 2004 alla guida dell'Atlético Junior – squadra che allenò in sette periodi diversi nell'arco di più di 30 anni – e una Supercoppa Sudamericana con l'Independiente nel 1995, superando avversarie come il River Plate e il Flamengo di Romário nella doppia finale.
Allenò anche in Arabia Saudita (2000, Al Ahli) e nella seconda divisione spagnola sulla panchina del Badajoz (2003).

## Palmarès

### Giocatore

#### Competizioni nazionali
- Campionato argentino: 1

Independiente: Metropolitano 1971
- Campionato colombiano: 1

Atlético Nacional: 1976

#### Competizioni internazionali
- Coppa Libertadores: 4

Independiente: 1972, 1973, 1974, 1975
- Coppa Interamericana: 2

Independiente: 1972, 1974
- Coppa Intercontinentale: 1

Independiente: 1973

### Allenatore

#### Competizioni nazionali
- Campionato messicano: 2

América: 1984-1985, 1985
- Campionato colombiano: 1

Atlético Junior: 2004

#### Competizioni internazionali
- Supercoppa Sudamericana: 1

Independiente: 1995